# レジェンドヒーローズ
レジェンドヒーローズ（Legend Heroes）は、バンダイナムコゲームス（旧ナムコ）の野球ゲーム・ファミスタシリーズの内、オンラインゲーム『プロ野球ファミスタオンライン』（2010以降）及びニンテンドーDS用ソフト『プロ野球 ファミスタDS2010』に登場する架空の野球チーム。
本項ではPCエンジン版『プロ野球ワールドスタジアム』（ワースタ）に登場したオールドスターズを始めとする各種の前身球団及び傍系の世代別球団についても解説する。

## 概要
ゲーム発売時に現役を引退している往年の名選手により構成されるチーム。1988年発売のPCエンジン版ワースタにオールドスターズの名称で、メジャーリーガーズ・オールドリームスと並ぶ隠しチームとして登場した。前年にジャレコから発売された『燃えろ!!プロ野球』で2プレイヤー対戦時のみ使用可能なST CLUBと同趣旨の球団であるが、同作へのオマージュとして登場させたのかどうかは明らかではない。
オールドスターズの登場以降、選手名は基本的に変名が用いられていたが1996年のアーケードゲーム『SUPERワールドスタジアム'96』とスーパーファミコン用ソフト『スーパーファミスタ5』では日本プロ野球OBクラブ（社団法人全国野球振興会）の公認により、実名で年代別のOBチームが登場した。年代別OBチームが登場したのはこの年の2作限りであったが、2006年にサービスを開始したファミスタオンラインでは2009年からOB選手カードが登録されるようになり、翌2010年にデータを更新し、2010バージョンとなった際に改めてOBクラブの公認でレジェンドヒーローズ（略称・LH）としてチームが編成されるようになった。これに伴い、同年発売のファミスタDS2010でもレジェンドヒーローズが登場。また、携帯アプリ『ファミスタモバイル』でも2010よりOB球団の名義で同趣旨のチームが登場しており「OBに挑戦」モードでOB球団に勝利するとプレイヤーが編成するマイチームにOB選手を加入させられるようになる。
なお、レジェンドヒーローズに登録されている選手は2010年時点で存命のOBのみとなっているが、2011年2月に逝去した与那嶺要が死後に2011年度（2011年3月から）の追加カードして登場した例がある。

## 前身球団
OBクラブ公認で実名化される以前の前身球団は以下の通りである。
- オールドスターズ - ワースタ（PCエンジン版）
- オールドボーイズ - MSX2版
- プロスターズ - ファミスタ'89 開幕版!!・ファミスタ'90・ファミスタ'91・ワースタ'91
- オービーズ - SUPERワールドスタジアム

### オールドスターズ結成以前
1986年発売のシリーズ第1作『プロ野球ファミリースタジアム』ではガイアンツの代打に「おう」が代打で登録されている他、スパローズではやすだがリリーフ投手で登場している。続編の「ファミスタ'87」では両名とも登録を外れているが、1988年3月リリースのアーケード版ワースタでは12球団全てに「OB代打枠」が各2名（続編の『'89開幕版』『'90激闘版』では各1名）登録されている。

### 家庭用ハード・パソコン版
PCエンジン版ワースタで登場したオールドスターズ（略称・O）は同年発売のMSX2版『プロ野球ファミリースタジアム ペナントレース』ではオールドボーイズ（略称・OB）に、翌1989年発売の『ファミスタ'89 開幕版!!』から1991年3月発売の『ワースタ'91』まではプロスターズ（略称・P）に名称を変更して登場しているが、家庭用ハードでは同年を最後に登場しなくなった。
また、1988年から1990年に発売されたゲームアーツ開発・発売の『プロ野球ファミリースタジアム ペナントレース版』（PC-88VA・FM TOWNS）では漫画やアニメに登場する架空の選手で構成されるオールドリームスとの混成球団となっている。

### アーケード版
1991年稼働の『SUPERワールドスタジアム』（SWS）ではオービーズ（略称・OB）の名称で登場（これに伴い、前作まで存在した各球団のOB代打枠は廃止されている）。家庭用ハードと異なり、外国人選手もばーむ・みいの2名が登録されている。
また、本作では1950年代の2リーグ分裂前後に活躍した選手を中心に構成されるフィフティーズ（後述）が別に登場したが、両球団ともSWS'92より選手名が実名化されたことに伴い1作限りで登場しなくなっている。その後、SWS'96ではスーパーファミスタ5と同様に60's・70's・80's・'90's（後述）が登場している。

### ゲームブック
双葉社・ファミコン冒険ゲームブックの『プロ野球ファミリースタジアム VOL.3 WE ARE THE CHAMPION!』では「野球の神様」ことドクター・ドン哲春率いるウルトラオールドスターズとして登場し、ナムコスターズと対戦する。登場選手はPCエンジン版ワースタがベースになっているが、1番打者は元データのすばたでなく前年に引退したばかりのフグ本が登場している。

## 世代別球団
フィフティーズ
SWS（1作目）のみ登場。略称・Fiチーム。選手名は原則として変名が用いられている。
スターティングメンバーの打率が8番のたたきを除いていずれも3割を超える強力打線に加え、投手陣はさあむら・すだの2名が160キロ超のストレートを投げる。

### OBクラブ公認の世代別球団
以下の4球団は『スーパーファミスタ5』及び『SWS'96』に登場する。日本プロ野球OBクラブのライセンスにより選手はいずれも実名で、所属選手が活躍した年代ごとに分けられている。なお、外国人選手は登録されていない。
シックスティーズ（60's）
1960年代に活躍した選手で構成。V9時代ということもあり、読売ジャイアンツと南海ホークスの選手が多い。
セブンティーズ（70's）
1970年代に活躍した選手で構成。ON砲（王貞治・長嶋茂雄）が所属している他、長池徳士・山田久志ら阪急ブレーブスの主力選手が目立つ。
エイティーズ（80's）
1980年代前半に活躍した選手で構成。広島東洋カープ・西武ライオンズの選手が多い。
ナインティーズ（90's）
1980年代後半から1990年代前半に活躍した選手で構成。この時期に主力選手の引退が相次いだためか、横浜大洋ホエールズの選手が比較的多い。

### ビクトリーズ・ダイナマイツ
『ファミスタ'92』にはV9時代の読売ジャイアンツをベースにしたビクトリーズ（Victories、略称・V）と1985年にダイナマイト打線で日本シリーズ制覇を達成した際の阪神タイガースをベースにしたダイナマイツ（Dynamites、略称・Dy）が登場する。この両球団と同名の球団は『スーパーファミスタ』にも登場するが、ビクトリーズの選手名は源平合戦や戦国時代の武将に、ダイナマイツの選手名は恐竜の名前にそれぞれ置き換えられている。